# 7/11
7/11 ist ein Song der US-amerikanischen R&B-Sängerin Beyoncé. Das Lied wurde von Knowles für ihr fünftes Studioalbum Beyoncé (Platinum Edition) geschrieben und produziert. 7/11 wurde am 25. November 2014 als erste Single der Platinum Edition des Albums veröffentlicht.

## Rezensionen
Der Song 7/11 wurde mit recht positiver Kritik von zahlreichen Magazinen und Online Portals gelobt. Das Video wurde von vielen Fans als eines ihrer besten bezeichnet, da es ein natürliches und ehrliches Video ist, da Beyonce sehr viel Spaß am Song hat. Im Video sind außerdem ihr Ehemann Jay-Z und ihre Tochter Blue Ivy Carter zu sehen.

## Kommerzieller Erfolg

### Chartplatzierungen
In den USA debütierte der Songs auf Platz 18 der Billboard Hot 100. Dies war nach Ring the Alarm und Drunk in Love Knowles dritthöchster Neueinstieg in den Billboard Hot 100. Später erreichte er Platz 13 in den USA. In den Billboard R&B/Hip Hop Charts erreichte der Song Platz eins. In Großbritannien erreichte der Song Platz 33 der Singlecharts und Platz 2 der R&B Charts. In weiteren europäischen Ländern erreichte 7/11 die Top 60 der Charts. In Deutschland erreichte Knowles Platz 78.
| ChartsChartplatzierungen       | Höchstplatzierung | Wochen |
| ------------------------------ | ----------------- | ------ |
| Deutschland (GfK)              | 78 (7 Wo.)        | 7      |
| Schweiz (IFPI)                 | 74 (1 Wo.)        | 1      |
| Vereinigte Staaten (Billboard) | 13 (20 Wo.)       | 20     |
| Vereinigtes Königreich (OCC)   | 33 (18 Wo.)       | 18     |

### Auszeichnungen für Musikverkäufe
| Land/Region                  | Auszeichnungen für Musikverkäufe (Land/Region, Auszeichnung, Verkäufe) | Verkäufe  |
| ---------------------------- | ---------------------------------------------------------------------- | --------- |
| Australien (ARIA)            | 3× Platin                                                              | 210.000   |
| Brasilien (PMB)              | Diamant                                                                | 250.000   |
| Dänemark (IFPI)              | Gold                                                                   | 30.000    |
| Deutschland (BVMI)           | Gold                                                                   | 200.000   |
| Italien (FIMI)               | Gold                                                                   | 25.000    |
| Kanada (MC)                  | 2× Platin                                                              | 160.000   |
| Neuseeland (RMNZ)            | 2× Platin                                                              | 60.000    |
| Norwegen (IFPI)              | Gold                                                                   | 30.000    |
| Portugal (AFP)               | Gold                                                                   | 5.000     |
| Vereinigte Staaten (RIAA)    | 4× Platin                                                              | 4.000.000 |
| Vereinigtes Königreich (BPI) | Platin                                                                 | 600.000   |
| Insgesamt                    | 5× Gold · 12× Platin · 1× Diamant ·                                    | 5.570.000 |

Hauptartikel: Beyoncé/Auszeichnungen für Musikverkäufe